# WSOF 20
WSOF 20: Branch vs. McElligott foi um evento de artes marciais mistas promovido pelo World Series of Fighting, ocorrido em 10 de abril de 2015 no Foxwoods Resort Casino em Ledyard, Connecticut. O evento foi transmitido ao vivo na NBC Sports Network nos EUA e na TSN2 no Canadá.

## Background
O evento principal era esperado para ser a segunda semifinal do torneio valendo o Cinturão Meio Pesado do WSOF entre Matt Hamill e Vinny Magalhães. Mas em 5 de Março de 2015, foi anunciado que Magalhães havia saído do torneio devido a um problema contratual entre o World Series of Fighting e o Titan Fighting Championship.
A luta principal então foi mudada para a luta entre o Campeão Peso Médio do WSOF David Branch e Ronny Markes pela segunda semifinal do torneio. No entanto, no dia da pesagem, Markes foi forçado a se retirar da luta devido a uma desidratação e foi substituído pelo estreante na promoção Jesse McElligott. O oponente original de McElligott, Steve Skrzat, foi removido do card e pago com o bônus de vitória.

## Resultados
^ a: Semifinal do Torneio pelo Título de Meio Pesados do WSOF.

### Chave do Torneio pelo Título Meio Pesado
|  | Semifinal        | Semifinal        | Semifinal    |              |  | Final | Final | Final |  |
|  |                  |                  |              |              |  |       |       |       |  |
|  | David Branch     | David Branch     | FIN          |              |  |       |       |       |  |
|  | David Branch     | David Branch     | FIN          |              |  |       |       |       |  |
|  | Jesse McElligott | Jesse McElligott | 2            |              |  |       |       |       |  |
|  | Jesse McElligott | Jesse McElligott | 2            | David Branch |  |       |       |       |  |
|  |                  |                  |              |              |  |       |       |       |  |
|  |                  |                  | Teddy Holder |              |  |       |       |       |  |
|  | Thiago Silva     | Thiago Silva     | TKO          |              |  |       |       |       |  |
|  | Thiago Silva     | Thiago Silva     | TKO          |              |  |       |       |       |  |
|  | Teddy Holder     | Teddy Holder     | 1            |              |  |       |       |       |  |

## Ligações Externas
1. ↑  a[›]